# Lastro (Paraíba)
Lastro é um município brasileiro do estado da Paraíba.

## Geografia
Localiza-se à latitude 06º30'56" sul e à longitude 38º10'49" oeste, estando a uma altitude de 336 metros. Sua população estimada em 2009 era de 2894 habitantes. Possui uma área de 103 km².
O município está incluído na área geográfica de abrangência do semiárido brasileiro, definida pelo Ministério da Integração Nacional em 2005. Esta delimitação tem como critérios o índice pluviométrico, o índice de aridez e o risco de seca.

## História
Fundado em 1783, o povoado de Lastro passou a município por força da Lei Estadual número 2048, de 17 de junho de 1963. A divisão territorial só se deu a 31 de julho de 1963 e a instalação do município aconteceu em 31 de agosto do mesmo ano. 
A origem do topônimo Lastro está em milhares de moedas de Rublos e Kopeikas vindas com a expedição russa de 1783, com o objetivo de explorar a costa brasileira; e cujas moedas eram lastro para o navio mor e lastro para a empreitada.
Fica a 5 km de Tenente Ananias (RN) e a 33 km da cidade de Sousa (PB).

## Geografia

### Rodovias
- PB-383, que liga Lastro a Sousa.

## Administração
- Prefeito: Ronaldo Gonçalves Soares Sobrinho (2025/2028)
- Vice-prefeito: Lindomar Januário de Abrantes
- Presidente da câmara: Damião Gomes Soares (2025/2026)